# Coupe de France de football 1969-1970
Navigation
Coupe de France 1968-1969 Coupe de France 1970-1971
La Coupe de France 1969-1970 était la 53e édition de la coupe de France, et a vu l'AS Saint-Étienne l'emporter sur le FC Nantes en finale, le 31 mai 1970.
C'est la troisième Coupe de France remportée par les "Verts".

## Trente-deuxièmes de finale
| Division        | Club                            | Score      | Club                       | Division        | Lieu                                |
| --------------- | ------------------------------- | ---------- | -------------------------- | --------------- | ----------------------------------- |
| Division 1 (D1) | Angers SCO                      | 2 - 1      | AS Angoulême               | Division 1 (D1) | Parc des Princes, Paris             |
| Division 2 (D2) | SC Toulon                       | 3 - 1      | AS Monaco FC               | Division 2 (D2) | Stade Pierre de Coubertin, Cannes   |
| Division 1 (D1) | RC Strasbourg                   | 3 - 0      | RCFC Besançon              | Division 2 (D2) | Stade des Francs, Colmar            |
| CFA (D3)        | US Albi                         | 2 - 1      | EDS Montluçon              | CFA (D3)        | Stade Amédée Domenech, Brive        |
| Division 2 (D2) | Stade de Reims                  | 2 - 0      | US Saint-Omer              | PH (D5)         | Stade Henri-Jooris, Lille           |
| CFA (D3)        | Stade poitevin PEPP             | 3 - 1      | Stade saint-germanois      | CFA (D3)        | Stade Léon-Bollée, Le Mans          |
| Division 2 (D2) | RFC Paris-Neuilly               | 1 - 0      | Lille OSC                  | CFA (D3)        | Stade Moulonguet, Amiens            |
| DH (D4)         | Chamois niortais FC             | 1 - 0      | SC Auch                    | DH (D4)         | Stade du Hameau, Pau                |
| Division 1 (D1) | Nîmes Olympique                 | 1 - 0 a.p. | Olympique de Marseille     | Division 1 (D1) | Stade Pierre-Pibarot, Alès          |
| Division 1 (D1) | Stade rennais UC                | 5 - 1      | Stade brestois             | CFA (D3)        | Stade de Penvillers, Quimper        |
| Division 1 (D1) | FC Rouen                        | 3 - 0      | US Granville               | CFA (D3)        | Stade Maurice-Postaire, Cherbourg   |
| Division 1 (D1) | AS Saint-Étienne                | 4 - 0      | FC Saint-Louis             | CFA (D3)        | Stade de Bourtzwiller, Mulhouse     |
| Division 1 (D1) | Red Star FC                     | 2 - 1      | US Dunkerque               | Division 2 (D2) | Stade Robert Diochon, Rouen         |
| Division 1 (D1) | RC Paris-Sedan                  | 3 - 0      | ES Viry-Châtillon          | DH (D4)         | Creil                               |
| Division 1 (D1) | FC Sochaux-Montbéliard          | 3 - 1      | FC Mulhouse 1893           | CFA (D3)        | Stade de la Colombière, Épinal      |
| Division 1 (D1) | US Valenciennes-Anzin           | 1 - 1 a.p. | US Quevilly                | CFA (D3)        | Stade Paul-Delique, Abbeville       |
| Division 2 (D2) | OGC Nice                        | 3 - 1      | FC Antibes-Juan-les-Pins   | DH (D4)         | Stade Louis II, Monaco              |
| Division 1 (D1) | FC Nantes                       | 6 - 1      | RC Lens                    | CFA (D3)        | Stade de Venoix, Caen               |
| CFA (D3)        | FC Annecy                       | 2 - 1      | AS Monferrand              | CFA (D3)        | Stade Henry-Malleval, Roanne        |
| CFA (D3)        | AC Arles                        | 3 - 1      | ESCN La Ciotat             | CFA (D3)        | Stade Francis-Turcan, Martigues     |
| Division 1 (D1) | SEC Bastia                      | 2 - 0      | Olympique de Saint-Quentin | CFA (D3)        | Stade Auguste-Delaune, Reims        |
| CFA (D3)        | US Baumes-les-Dames             | 2 - 1      | AS Nancy-Lorraine          | Division 2 (D2) | Stade Léo-Lagrange, Besançon        |
| Division 1 (D1) | FC Girondins de Bordeaux        | 1 - 0      | FC Lorient                 | Division 2 (D2) | Stade Marcel-Saupin, Nantes         |
| DH (D4)         | RS Champigny-sur-Marne-Coeuilly | 4 - 3      | SO Merlebach               | CFA (D3)        | Stade Charles Jacquin, Saint-Dizier |
| Division 2 (D2) | FC Grenoble                     | 2 - 0      | USM Malakoff               | CFA (D3)        | Stade Bauer, Saint-Ouen             |
| CFA (D3)        | FC Gueugnon                     | 1 - 0      | AC Ajaccio                 | Division 1 (D1) | Stade Gerland, Lyon                 |
| CFA (D3)        | CS Pierrots Strasbourg          | 2 - 2 a.p. | FC Metz                    | Division 1 (D1) | Stade de la Meinau, Strasbourg      |
| DH (D4)         | AS Mazargues                    | 2 - 2 a.p. | SM Douarnenez              | DH (D4)         | Montluçon                           |
| CFA (D3)        | CA Mantes-la-Ville              | 2 - 1      | SC Amiens                  | CFA (D3)        | Évreux                              |
| Division 1 (D1) | Olympique lyonnais              | 1 - 0      | AS Aix-en-Provence         | Division 2 (D2) | Stade de Bon Rencontre, Toulon      |
| Division 2 (D2) | Limoges FC                      | 1 - 0      | Olympique avignonnais      | Division 2 (D2) | Stade Marcel-Michelin, Clermont     |
| CFA (D3)        | US Le Mans                      | 2 - 1      | US Saintes                 | DH (D4)         | Challans                            |
| Matches rejoués |                                 |            |                            |                 |                                     |
| Division 1 (D1) | FC Metz                         | 1 - 0      | CS Pierrots Strasbourg     | CFA (D3)        | Stade des Francs, Colmar            |
| DH (D4)         | AS Mazargues                    | 2 - 1      | SM Douarnenez              | DH (D4)         | Malakoff                            |
| Division 1 (D1) | US Valenciennes-Anzin           | 1 - 0      | US Quevilly                | CFA (D3)        | Parc des Princes, Paris             |

## Seizièmes de finale
| Division        | Club                  | Score      | Club                            | Division        |
| --------------- | --------------------- | ---------- | ------------------------------- | --------------- |
| Division 1 (D1) | FC Nantes             | 2 - 1      | RC Strasbourg                   | Division 1 (D1) |
| Division 1 (D1) | Angers SCO            | 2 - 1      | US Albi                         | CFA (D3)        |
| Division 1 (D1) | US Valenciennes-Anzin | 2 - 1      | FC Gueugnon                     | CFA (D3)        |
| Division 2 (D2) | SC Toulon             | 2 - 1      | FC Rouen                        | Division 1 (D1) |
| Division 1 (D1) | AS Saint-Étienne      | 4 - 2      | FC Grenoble                     | Division 2 (D2) |
| Division 1 (D1) | Stade rennais UC      | 3 - 2      | FC Sochaux-Montbéliard          | Division 1 (D1) |
| Division 2 (D2) | RFC Paris-Neuilly     | 1 - 0 a.p. | Red Star FC                     | Division 1 (D1) |
| Division 1 (D1) | Nîmes Olympique       | 7 - 0      | Stade poitevin PEPP             | CFA (D3)        |
| Division 2 (D2) | OGC Nice              | 1 - 0      | FC Girondins de Bordeaux        | Division 1 (D1) |
| Division 1 (D1) | FC Metz               | 3 - 2 a.p. | RC Paris-Sedan                  | Division 1 (D1) |
| Division 1 (D1) | Olympique lyonnais    | 3 - 0      | RS Champigny-sur-Marne-Coeuilly | DH (D4)         |
| Division 2 (D2) | Limoges FC            | 1 - 0      | FC Annecy                       | CFA (D3)        |
| CFA (D3)        | US Le Mans            | 3 - 1      | Stade de Reims                  | Division 2 (D2) |
| CFA (D3)        | US Baumes-les-Dames   | 1 - 1 a.p. | AS Mazargues                    | DH (D4)         |
| Division 1 (D1) | SEC Bastia            | 2 - 1      | CA Mantes-la-Ville              | CFA (D3)        |
| CFA (D3)        | AC Arles              | 2 - 1      | Chamois niortais FC             | DH (D4)         |
| Match rejoué    |                       |            |                                 |                 |
| CFA (D3)        | US Baumes-les-Dames   | 1 - 0      | AS Mazargues                    | DH (D4)         |

## Huitièmes de finale
| Division        | Club                  | Aller | Total | Retour     | Club                  | Division        |
| --------------- | --------------------- | ----- | ----- | ---------- | --------------------- | --------------- |
| CFA (D3)        | US Baumes-les-Dames   | 1 - 2 | 2 - 4 | 1 - 2      | RFC Paris-Neuilly     | Division 2 (D2) |
| Division 2 (D2) | SC Toulon             | 2 - 0 | 2 - 2 | 0 - 2 a.p. | US Valenciennes-Anzin | Division 1 (D1) |
| Division 1 (D1) | Nîmes Olympique       | 1 - 0 | 2 - 2 | 1 - 2 a.p. | AS Saint-Étienne      | Division 1 (D1) |
| Division 1 (D1) | Stade rennais UC      | 3 - 2 | 4 - 3 | 1 - 1      | Olympique lyonnais    | Division 1 (D1) |
| Division 1 (D1) | SEC Bastia            | 0 - 2 | 3 - 3 | 3 - 1 a.p. | Angers SCO            | Division 1 (D1) |
| CFA (D3)        | US Le Mans            | 0 - 4 | 0 - 6 | 0 - 2      | FC Nantes             | Division 1 (D1) |
| Division 2 (D2) | OGC Nice              | 2 - 1 | 2 - 2 | 0 - 1 a.p. | FC Metz               | Division 1 (D1) |
| CFA (D3)        | AC Arles              | 0 - 1 | 0 - 5 | 0 - 4      | Limoges FC            | Division 2 (D2) |
| Matches d'appui |                       |       |       |            |                       |                 |
| Division 1 (D1) | US Valenciennes-Anzin |       | 1 - 0 |            | SC Toulon             | Division 2 (D2) |
| Division 1 (D1) | AS Saint-Étienne      |       | 2 - 0 |            | Nîmes Olympique       | Division 1 (D1) |
| Division 1 (D1) | FC Metz               |       | 1 - 0 |            | OGC Nice              | Division 2 (D2) |
| Division 1 (D1) | Angers SCO            |       | 3 - 1 |            | SEC Bastia            | Division 1 (D1) |

## Quarts de finale
| Division        | Club                  | Aller | Total | Retour     | Club                  | Division        |
| --------------- | --------------------- | ----- | ----- | ---------- | --------------------- | --------------- |
| Division 2 (D2) | RFC Paris-Neuilly     | 2 - 1 | 2 - 2 | 0 - 1 a.p. | US Valenciennes-Anzin | Division 1 (D1) |
| Division 1 (D1) | Angers SCO            | 2 - 2 | 2 - 4 | 0 - 2      | FC Nantes             | Division 1 (D1) |
| Division 2 (D2) | Limoges FC            | 1 - 3 | 1 - 7 | 0 - 4      | Stade rennais UC      | Division 1 (D1) |
| Division 1 (D1) | FC Metz               | 1 - 1 | 1 - 6 | 0 - 5      | AS Saint-Étienne      | Division 1 (D1) |
| Match d'appui   |                       |       |       |            |                       |                 |
| Division 1 (D1) | US Valenciennes-Anzin |       | 2 - 1 |            | RFC Paris-Neuilly     | Division 2 (D2) |

## Demi-finales
| Division        | Club                  | Aller | Total | Retour | Club             | Division        |
| --------------- | --------------------- | ----- | ----- | ------ | ---------------- | --------------- |
| Division 1 (D1) | Stade rennais UC      | 0 - 1 | 1 - 2 | 1 - 1  | AS Saint-Étienne | Division 1 (D1) |
| Division 1 (D1) | US Valenciennes-Anzin | 0 - 2 | 0 - 2 | 0 - 0  | FC Nantes        | Division 1 (D1) |

## Finale
| Entraîneur :   |
| Albert Batteux |

| Entraîneur : |
| José Arribas |

| Entraîneur :   |
| Albert Batteux |

| Entraîneur : |
| José Arribas |